# Českoleská oblast
Českoleská oblast je geomorfologická oblast rozkládající se na pomezí jihozápadních Čech a východního Bavorska. V rámci českého geomorfologického členění patří pod Šumavskou subprovincii, spolu se Šumavskou hornatinou, která na ni navazuje na jihovýchodě. V Bavorsku se částečně překrývá s oblastí Oberpfälzisch-Bayerischer Wald, která je definovaná v rámci německého členění a odpovídá německé části Šumavské subprovincie. Na severozápadě se Českoleská oblast dotýká Krušnohorské hornatiny, resp. Thüringisch-Fränkisches Mittelgebirge (Smrčiny), Podkrušnohorské oblasti (Chebská pánev) a Karlovarské vrchoviny. Na severovýchodě přechází v Plzeňskou pahorkatinu.

## Členění
Českoleská oblast se dělí na následující celky:
- Český les (Oberpfälzer Wald)
- Podčeskoleská pahorkatina
- Všerubská vrchovina (Cham-Further Senke)

Německá část se dělí na následující celky:
- Hinterer Oberpfälzer Wald (400, Zadní Hornofalcký les) – nejvyšší partie podél česko-německé hranice
- Vorderer Oberpfälzer Wald (401, Přední Hornofalcký les)
- Cham-Further Senke (402, Všerubská vrchovina)

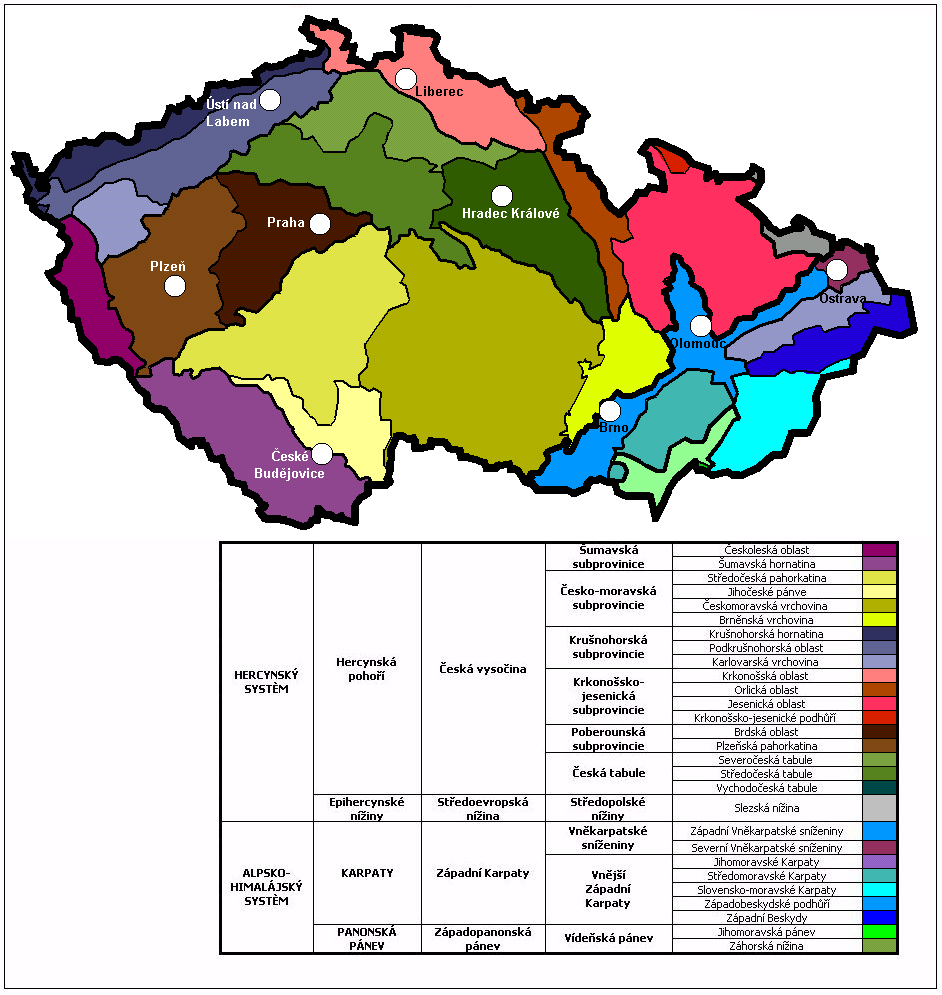
Geomorfologické členění Česka na oblasti